# NGC 5216
NGC 5216 هو اصطدام مجري، يقع في كوكبة الدب الأكبر. اكتشف في 19 مارس 1790 . وقد اكتشفه ويليام هيرشل .

## روابط خارجية
- NGC 5216 على موقع ويكي سكاي: DSS2, SDSS, GALEX, IRAS, Hydrogen α, X-Ray, Astrophoto, Sky Map, Articles and images